# 캡틴 론
캡틴 론(Captain Ron)은 미국에서 제작된 돔 에버하트 감독의 1992년 영화이다. 커트 러셀 등이 주연으로 출연하였고 데이비드 퍼멋 등이 제작에 참여하였다. 방영명은 애꾸눈 론 선장이다.

## 출연

### 주연
- 커트 러셀
- 마틴 숏

### 조연
- 메리 케이 플레이스
- 벤자민 살리스버리
- 미도우 시스토
- J.A. 프레스턴

## 제작진
- 공동제작: 릭 론델
- 미술: 윌리엄 F. 매튜즈
- 의상: 제니퍼 본 메이로스터
- 배역: 마리 게일 아츠
- 배역: 바바라 코엔

## 한국어 더빙 성우진(KBS, 1997년 4월 26일)
- 엄주환 - 론 선장 (커트 러셀)
- 배한성 - 마틴 (마틴 숏)
- 이경자 - 마틴 부인 (메리 케이 플레이스)
- 이선 - 캐럴라인 (미도우 시스토)
- 한인숙 - 벤 (벤자민 살리스버리)
- 김정경 - 도날드슨 (폴 안카)
- 김정주
- 문관일
- 전인배